# Calyptomenidae
Famille
Les Calyptomenidae sont une famille de passereaux que l'on trouve en Afrique, dans la péninsule malaise et à Bornéo. On compte six espèces réparties en deux genres.
Les espèces de cette famille étaient autrefois incluses dans la famille des Eurylaimidae. Une étude phylogénétique moléculaire publiée en 2006 a révélé que les espèces de ces deux genres n'étaient pas étroitement liées aux autres Eurylaimidae. Ces deux genres sont désormais placés dans une famille distincte.

## Liste des genres et espèces
La famille comprend six espèces réparties en deux genres :
- Smithornis (3 espèces)
  - Smithornis capensis – Eurylaime du Cap
  - Smithornis sharpei – Eurylaime à tête grise
  - Smithornis rufolateralis – Eurylaime à flancs roux
- Calyptomena (3 espèces)
  - Calyptomena viridis – Eurylaime vert
  - Calyptomena hosii – Eurylaime de Hose
  - Calyptomena whiteheadi – Eurylaime de Whitehead